# Дзанотта, Примо
Примо Дзанотта (порт.-браз. Primo Zanotta) — бразильский футболист, вратарь. Первый голкипер в истории «Палмейраса», сыгравший сто матчей за клуб.

## Карьера
Примо родился в Италии, откуда в молодом возрасте прибыл в Бразилию. Он начал карьеру в клубе «Палестра Италия», где дебютировал 31 марта 1918 года во встрече с «Ипирангой» (1:0). 12 октября 1919 года он сыграл первый официальный матч за клуб против «АА дас Палмейрас» (5:0). В 1920 году две команды, «Палестра» и «Паулистано», набрали равное количество очков в чемпионате штата. В результате было решено провести решающую встречу между ними. Игра завершилась со счётом 2:1 в пользу «Палестры», а Примо стал одним из лучших игроков встречи, остановив несколько трудных ударов от лидера соперника Артура Фриденрайха. Три года спустя Дзанотта провёл свой сотый матч за клуб, став первым голкипером в истории команды, добившегося этого достижения. В 1926 году Примо во второй раз выиграл титул лучшей команды Сан-Паулу, также победив в Экстра турнире. 15 ноября 1927 года Дзанотта провёл последний матч за «Палестру» с «Комерсиалом» (5:1). Всего за клуб он сыграл 183 матча, по другим данным 185 матчей.
В некоторых источниках упоминается, что Примо поехал в составе сборной Бразилии на чемпионат Южной Америки в 1919 году. В частности, был на скамье запасных в финальной игре с Уругваем. Но другие источники это опровергают.

## Клубная статистика
| Сезон | Клуб            | Лига          | Чемпионат | Чемпионат | Товарищеские | Товарищеские | Прочие | Прочие | Всего | Всего |
| Сезон | Клуб            | Лига          | Игры      | Голы      | Игры         | Голы         | Игры   | Голы   | Игры  | Голы  |
| ----- | --------------- | ------------- | --------- | --------- | ------------ | ------------ | ------ | ------ | ----- | ----- |
| 1918  | Палестра Италия | Лига Паулиста | 0         | 0         | 1            | 0            | 0      | 0      | 1     | 0     |
| 1919  | Палестра Италия | Лига Паулиста | 3         | −2        | 5            | −4           | 0      | 0      | 8     | −6    |
| 1920  | Палестра Италия | Лига Паулиста | 18        | −10       | 10           | −9           | 4      | −6     | 32    | −25   |
| 1921  | Палестра Италия | Лига Паулиста | 22        | −23       | 10           | −12          | 0      | 0      | 32    | −35   |
| 1922  | Палестра Италия | Лига Паулиста | 14        | −17       | 12           | −17          | 0      | 0      | 26    | −34   |
| 1923  | Палестра Италия | Лига Паулиста | 19        | −26       | 4            | −4           | 0      | 0      | 23    | −30   |
| 1924  | Палестра Италия | Лига Паулиста | 2         | −6        | 17           | −14          | 1      | −4     | 20    | −24   |
| 1925  | Палестра Италия | Лига Паулиста | 6         | −8        | 8            | −12          | 1      | 0      | 15    | −20   |
| 1926  | Палестра Италия | Лига Паулиста | 10        | −11       | 4            | −5           | 2      | −1     | 16    | −17   |
| 1927  | Палестра Италия | Лига Паулиста | 3         | −5        | 7            | −9           | 0      | 0      | 10    | −14   |

1. ↑  В графу «Прочие» входят матчи Кубка Матараццо, Кубка Сан-Паулу Спортиво, Турнира подготовки клуба «АА дас Палмейрас», Кубка Флорио, турнира начала чемпионата Паулиста, турнира чемпионов штатов Рио-Сан-Паулу

## Достижения
- Чемпион штата Сан-Паулу: 1920, 1926, 1926 (Экстра)
- Чемпион Бразилии среди сборных штатов: 1922
- Обладатель Кубка чемпионов штатов Рио-Сан-Паулу: 1926